# جون بيير بور
جون بيير بور (1792 – 4 أبريل 1864)، كان أمريكيًا إبطاليًا ورائدًا مجتمعيًا في فيلادلفيا، وناشطًا في التعليم والحقوق المدنية للأمريكيين الأفارقة. وكان ابنًا غير شرعي لآرون بور، نائب الرئاسة الثالث للولايات المتحدة، وماري إيمونس، وهي خادمة من شرق الهند ولدت في كلكتا.

## النشأة وتعليمه
بناء على شهادة بعض معاصري بور، وكذلك التاريخ الشفهي وأحداث العائلة التاريخية التي احتفظ بها أحفاد بور، فإن السياسي آرون بور كان أبًا لطفلين غير شرعيين من امرأة شرق هندية عملت في منزله بفيلادلفيا خلال زواجه الأول. ولد جون (أو جان) بيير بور، أصغر الطفلين، في عام 1792 في نيويورك أو في فيلادلفيا لماري إيمونس، المعروفة أيضًا بيوجيني بيوهارنيس، والتي كانت خادمة أو مربية في منزل السياسية آرون بور وزوجته الأولى ثيوديسيا بارتو بريفوست. قبل أن تأتي إلى فيلادلفيا، قيل إن ماري/يوجيني عاشت وعملت في هايتي أو سان دومانغو، ويذكر مصدر قديم أنها ولدت هناك، بينما تقترح مصادر أخرى أنها كانت من كلكتا. قد تكون ماري قدمت إلى فيلادلفيا بواسطة زوج ثيوديسيا الأول، جاك ماركوس بريفوست، وهو ضابط في الجيش البريطاني كانت خدمته في شرق الهند في مطلع سبعينات القرن الثامن عشر.
كانت لبور أخت كبرى، وهي لويسا شارلوت بور، وقد ولدت في 1788، وكانت هي الأخرى ابنة آرون بور وماري إيمونس. عملت لويسا بور لمعظم حياتها كخادمة في منزل بفيلادلفيا لسيدة المجتمع إليزابيث بأول فرانسيس فيشر، وبعد وفاة الأخيرة عملت منزل طفل السيدة فيشر الوحيد، جوشوا فرانسيس فيشر. تزوجت لويسا من فرانسيس ويب (1788 – 1829)، أحد الأعضاء المؤسسين لجمعية أوغسطين التعليمية ببنسلفانيا، وأمين جمعية الهجرة بهايتي التي شكلت في عام 1824، وموزع لجريدة الحرية منذ 1827 وحتى 1829. كتب ابنها (وابن أخت جون بيير بور)، فرانك ج. ويب، الرواية الثانية لأمريكي أفريقي، بعنوان الغاريسيين وأصدقاؤهم، والتي نشرت في عام 1857.

## حياته المهنية
عمل بور حلاقًا في مدينة فيلادلفيا، وبحلول عام 1818 كان يملك عمله الخاص، وهو محل حلاقة للبيض فقط في الغرفة الأمامية من منزله.
كان بور إبطاليًا، وعضوًا نشطًا في شبكة السكك الحديدية تحت الأرض في فيلادلفيا. كولاية حرة، كانت بنسلفانيا قد ابطلت العبودية بعد الثورة، وقد أعتقت العبيد الذين قدموا إلى الولاية طوعًا بواسطة سادتهم. وإضافة إلى ذلك، فلأنها على حدود ولايات الجنوب العلوي، فإن طرق الولاية المائية أصبحت وجهات للعبيد الهاربين. وكان بور يخبئ الهاربين في منزله. ولأن بور كان مختلطًا عرقيًا وكان فاتح البشرة، فكثيرًا ما رافق اللاجئين إلى وجهتهم التالية في المدينة أو ضواحيها. وحين كانت الشرطة توقفهم، كان بور يقول ببساطة أنه آخذ «رجله» (خادمه الشخصي) في نزهة.
كان بور أيضًا منظمًا لجمعية بنسلفانيا المناهضة للعبودية، وهي إحدى منظمات حقوق مدنية عديدة كان نشطًا فيها. خدم بور في لجنة اليقظة الخاصة بالمنظمة لكي يساعد العبيد الهاربين بشكل مباشر. وبصحبة أعضاء آخرين من جمعية بنسلفانيا المناهضة للعبودية، ساعد بور في جمع المال للدفاع عن الرجال المتهمين بالخيانة في لانكستر، بنسلفانيا، بسبب ما كان يسمى حينها عصيان كرسيتيانا لعام 1851، الذي يعرف الآن بمقاومة كريستيانا. قاومت المجموعة المختلطة من البيض والسود المارشالات الأمريكيين وأصحاب العبيد في محاولة لالتقاط العبيد الهاربين الذين كانوا يعيشون في جنوبي بنسلفانيا، وكانت هذه الحادثة جزءًا من مقاومة شعبية لقانون العبيد الهاربين لعام 1850. وعقب تبرأة المتهم الأول، أسقط المدعي العام الفيدرالي التهم عن المدعى عليهم الآخرين.
تراوحت أنشطة بور بين الترويج لهجرة الأمريكيين السود إلى هايتي بعد أن أسست جمهوريتها، إلى العمل كمندوب للجريدة الإبطالية «ذا ليبيريتور»، التي نشرها ويليام ليود غاريسون في بوسطن ووزعها على المستوى المحلي. وقد عمل في الحقوق المدنية، واحتج ضد سلب حق الانتخاب من السود المحررين من قبل المجلس التشريعي في عام 1838، وآوى العبيد الهاربين.
وكرئيس لمجلس جمعية الإصلاح الأخلاقي الأمريكية، ساعد بور في نشر جريدتها، ناشونال ريفورمر. وكان مشتركًا في حركة معاهدة السود الوطنية في مطلع ثلاثينيات القرن التاسع عشر. عمل بور موظفًا في قاعة ميكانيكس إنتربرايز، وملجأ ذا مورال ريفورم ريتريت لمدمني الكحول السود، ومنظمة المواطنين الملونين بفيلادلفيا. وقد عمل مع رواد آخرين كروبرت بورفيس والقس ويليام كاتو، والد أوكتافيوس كاتو.
أسس بور، بمساعدة آخرين، المعهد الديموسثيني بفيلادلفيا في منزله في 10 يناير، 1837. عرف المعهد بداية بالمجتمع الأدبي، فكان أعضاؤه شبابًا سودًا في بداية عشرينياتهم ومدربين على تحضير وإلقاء الخطابات، فكان في وقته كمنظمة توستماستر العالمية. وقد تناوبوا الأدوار بين تحضير وإلقاء الخطب، وناقشوا المواضيع السياسية الجارية، وجاوبوا على الأسئلة التي طرحها الزملاء الأعضاء. كان الهدف من المعهد أن يكون كمدرسة ابتدائية للأعضاء إلى أن يكتسبوا الخبرة والمهارات اللازمة لإلقاء الخطابات العامة. وبحلول عام 1841، كان المعهد يضم 42 عضوًا، وحوت مكتبته أكثر من 100 من المؤلفات العلمية والتاريخية. نشرت صحيفتهم الأسبوعية، ذا ديموسثينيان شيلد، لأول مرة في 29 يونيو، 1841، وذلك بمساعدة إرشادية من جريدة كالارد أمريكان، التي كانت معروفة في ذلك الوقت. جمع المنظمون قائمة متابعين فيها أكثر من 1000 شخص لدعم الصحيفة قبل نشر عددها الأول.
انضم بور للكنيسة الأسقفية الأفريقية للقديس توماس بفيلادلفيا، والتي أسسها أبسالوم جونز في عام 1782 كأول مجمع أسقفي للسود. عمل بور مع جونز، الذي أصبح كاهنًا في عام 1804 كأول قس أسقفي أسود، ليبني الكنيسة الثانية للمجمع. وبسبب أنشطته ومهاراته القيادية، أصبح بور عضوًا في طبقة النخبة للسود الأحرار في فيلادلفيا.